# Leucanthemopsis alpina
La margherita alpina (nome scientifico Leucanthemopsis alpina (L.) Heyw., 1975) è una specie di pianta angiosperma dicotiledone della famiglia delle Asteraceae (sottofamiglia Asteroideae, tribù Anthemideae (clade Eurasian grade) e sottotribù Leucanthemopsidinae).

## Etimologia
Il nome generico (Leucanthemopsis) deriva dalle parole greche ”leucanthos” (= bianco), ”anthemon” (= fiore) e "opsis" (= aspetto) e fa ovviamente riferimento al colore dei fiori. L'epiteto specifico (alpina) è relativo alle zone nelle quali questa pianta vegeta.

Il binomio scientifico attualmente accettato (Leucanthemopsis alpina) è stato proposto inizialmente da Carl von Linné (1707 – 1778) con il nome di Chrysanthemum alpinum, perfezionato successivamente dal botanico e biologo inglese Vernon Hilton Heywood (nato il 24 dicembre 1927) nella pubblicazione “An. Inst. Bot. AJ Cavanilles 32 (2): 182” del 1975.

## Descrizione

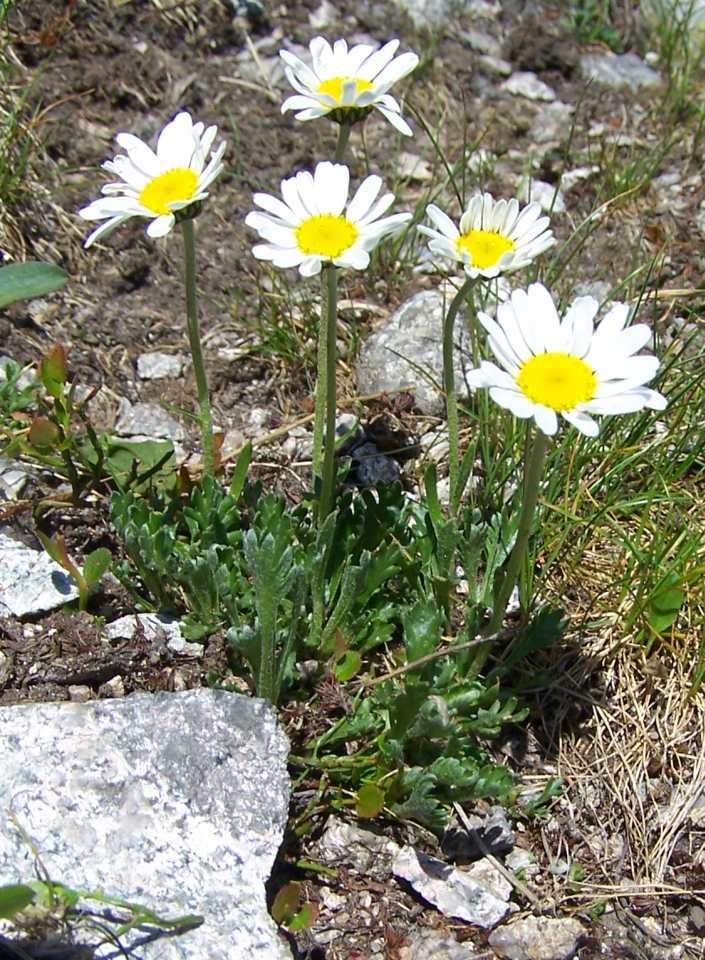
Il portamento

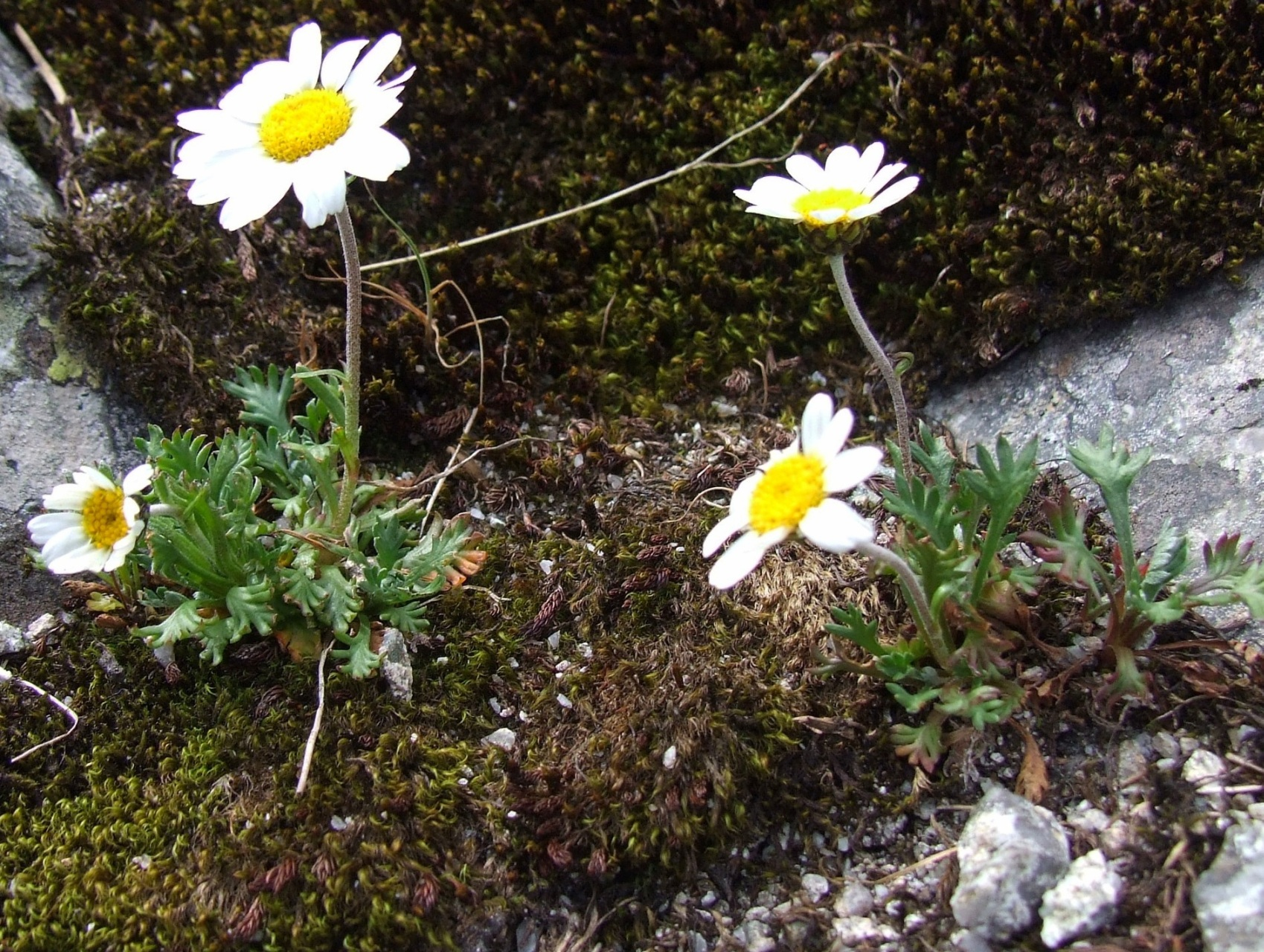
Le foglie basali

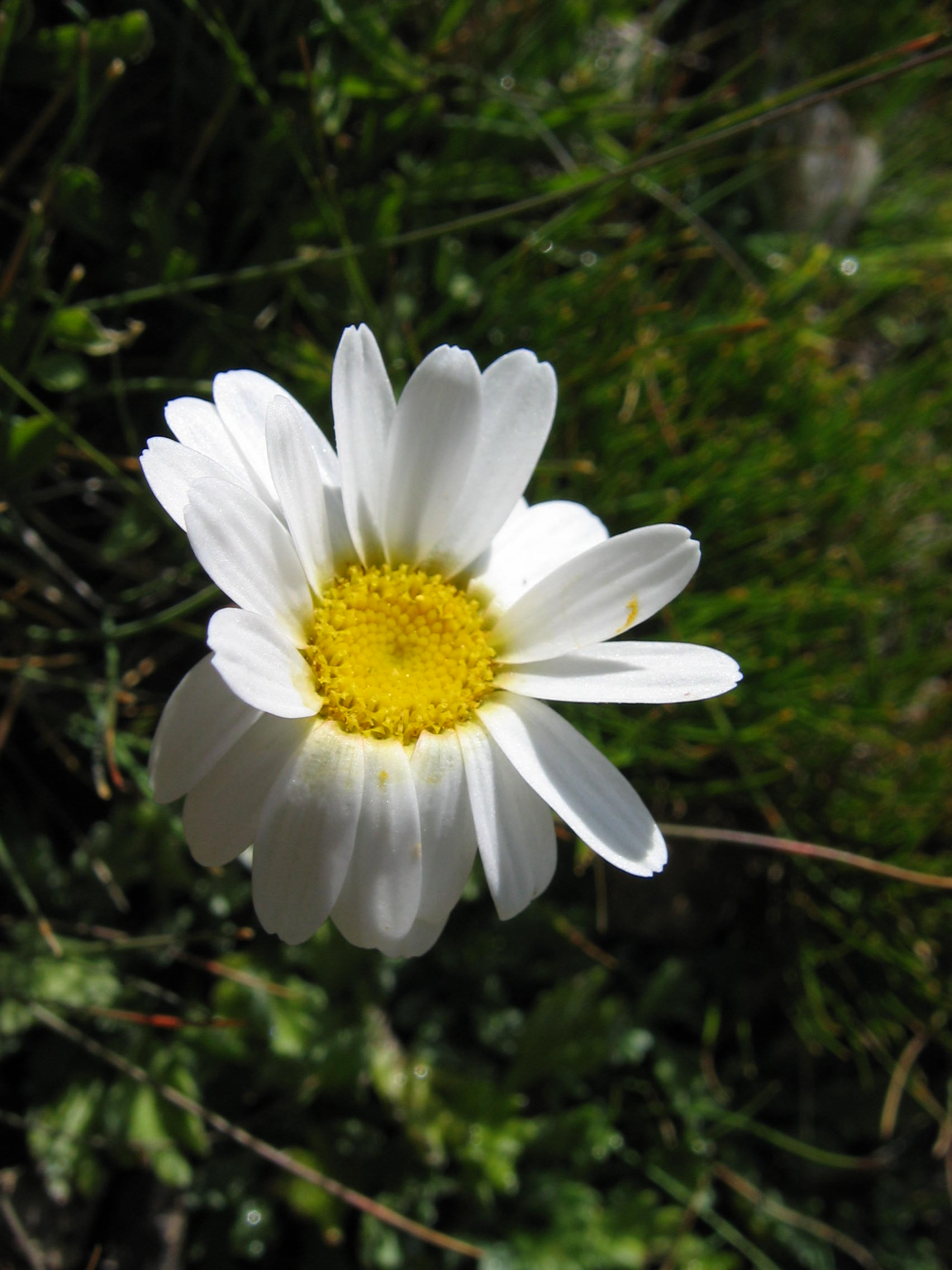
Il capolino

Portamento. La specie di questa voce è erbacea perenne. La forma biologica è emicriptofita scaposa (H scap); ossia sono piante perennanti con gemme poste al livello del suolo e con fusto allungato e poco foglioso. L'indumento è formato in prevalenza da peli medifissi.
Radici. Le radici sono secondarie a partire dal rizoma.
Fusto. Altezza media: 5 – 15 cm massimo.
- Parte ipogea: la parte sotterranea è un rizoma a portamento orizzontale.
- Parte epigea: la parte aerea del fusto è eretta, ascendente e nella parte alta afilla e più o meno arrossata. Alla base il fusto è strisciante e più o meno lignificato. I fusti sono monocefali (un solo capolino), ma sono presenti anche getti sterili.

Foglie. Le foglie sono in prevalenza tutte basali e a consistenza carnosa. Lungo lo scapo può essere presente una o poche foglie disposte in modo alterno e ridotte quasi di tipo squamiforme. La forma delle foglie basali è spatolata a lamina ovata, pennatifida o pennato-partita con 5-7 lacinie per lato. La forma delle lacinie può essere strettamente triangolare oppure sono oblunghe ad apice acuto. Le foglie cauline sono lineari ed intere. Lunghezza delle foglie: 2 – 3 cm.
Infiorescenza. Le sinflorescenze sono formate da capolini solitari. Le infiorescenze vere e proprie sono composte da un capolino terminale peduncolato di tipo radiato. I capolini sono formati da un involucro, con forme da emisferiche a coppa o meniscoidi, composto da diverse brattee, al cui interno un ricettacolo fa da base ai fiori di due tipi: fiori del raggio e fiori del disco. Le brattee, con forme triangolari sono glabre o raramente cigliate, mentre i bordi sono anneriti, sono disposte in modo più o meno embricato su 3 - 4 serie. Il ricettacolo, convesso, è sprovvisto di pagliette avvolgenti la base dei fiori. Diametro dei capolini: 2 – 4 cm. Diametro dell'involucro: 12 mm.
Fiori.  I fiori sono tetra-ciclici (formati cioè da 4 verticilli: calice – corolla – androceo – gineceo) e pentameri (calice e corolla formati da 5 elementi). Si distinguono in:
- fiori del raggio (esterni): sono femminili, fertili e sono disposti su una serie; la forma è ligulata (zigomorfa); a volte possono essere neutri;
- fiori del disco (centrali): sono più numerosi con forme brevemente tubulose (attinomorfe); sono ermafroditi e fertili.

- Formula fiorale:

*/x K {\displaystyle \infty }, [C (5), A (5)], G 2 (infero), achenio
- Calice: i sepali del calice sono ridotti ad una coroncina di squame.
- Corolla:

- fiori del raggio: la forma della corolla alla base è più o meno tubulosa-imbutiforme, mentre all'apice è ligulata; la ligula può terminare con alcuni denti; il colore è bianco; dimensione delle ligule: larghezza 4 mm; lunghezza 12 mm;
- fiori del disco: la forma è tubulare bruscamente divaricata in 5 lobi; i lobi, patenti o eretti, hanno una forma deltata o più o meno lanceolata; il colore è giallo.

- Androceo: l'androceo è formato da 5 stami (alternati ai lobi della corolla) sorretti da filamenti generalmente liberi; gli stami sono connati e formano un manicotto circondante lo stilo; il collare filamentare è a balaustra. Le antere alla base sono ottuse. Il tessuto endoteciale (rivestimento interno dell'antera) non è polarizzato. Il polline è sferico con un diametro medio di circa 25 micron;  è tricolporato (con tre aperture sia di tipo a fessura che tipo isodiametrica o poro) ed è echinato (con punte sporgenti).
- Gineceo: l'ovario è infero uniloculare formato da 2 carpelli. Lo stilo (il recettore del polline) è profondamente bifido (con due stigmi divergenti) e con le linee stigmatiche marginali separate o contigue. I due bracci dello stilo hanno una forma troncata e possono essere papillosi o ricoperti da ciuffi di peli.
- Antesi:  da luglio a ottobre.

Frutti. I frutti sono degli acheni senza pappo. La forma è strettamente obovoide a sezione trasversale rotonda. I lati possono essere percorsi da alcune (da 3 a 10) coste longitudinali. All'apice del frutto è presente solo una piccola coroncina scariosa. Il pericarpo possiede delle cellule mucillaginifere lungo le coste, ma senza sacche resinose. Dimensione degli acheni: 3 – 4 mm.

## Biologia
Impollinazione: tramite insetti (impollinazione entomogama tramite farfalle diurne e notturne).

Riproduzione: la fecondazione avviene fondamentalmente tramite l'impollinazione dei fiori.

Dispersione: i semi cadono a terra e vengono dispersi soprattutto da insetti come formiche (disseminazione mirmecoria). Un altro tipo di dispersione è zoocoria: gli uncini delle brattee dell'involucro (se presenti) si agganciano ai peli degli animali di passaggio che portano così i semi anche su lunghe distanze. Inoltre per merito del pappo (se presente) il vento può trasportare i semi anche per alcuni chilometri (disseminazione anemocora).

## Distribuzione e habitat

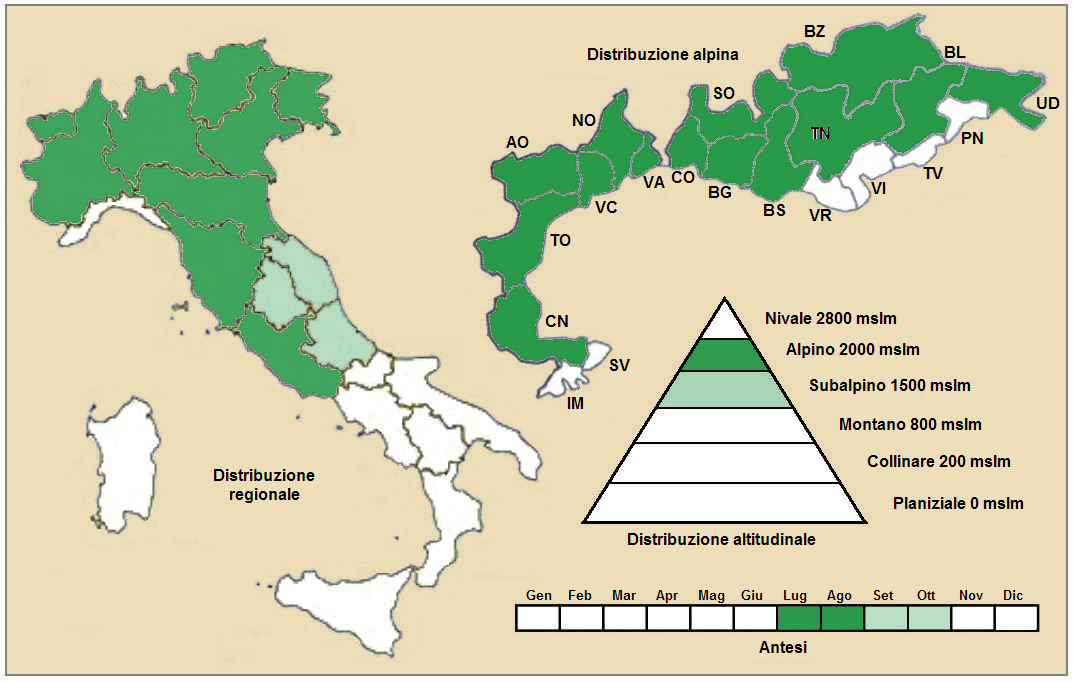
Distribuzione della pianta
(Distribuzione regionale – Distribuzione alpina)

Geoelemento: il tipo corologico (area di origine) è  Orofita – Sud Ovest Europeo.
Distribuzione:  nelle Alpi è una specie comune; mentre negli Appennini è considerata rara. Oltre confine sempre nelle Alpi è comune sia in Francia che in Svizzera che in Austria. Sugli altri rilievi europei si trova nei Pirenei, Alpi Dinariche e Carpazi.
Habitat: l'habitat tipico di questa specie sono i pendii franosi, i ghiaioni e rupi; ma anche nelle vicinanze dei corsi d'acqua, nelle prateria rase alpine e vallette nivali d'alta quota. Il substrato preferito è siliceo con pH acido, bassi valori nutrizionali del terreno che deve essere mediamente umido.
Distribuzione altitudinale: sui rilievi queste piante si possono trovare da 2000 fino a 3600 m s.l.m.; frequentano quindi i seguenti piani vegetazionali: alpino e in parte quello subalpino.

## Fitosociologia
Dal punto di vista fitosociologico alpino la specie di questa voce appartiene alla seguente comunità vegetale:
Formazione: delle comunità delle praterie rase dei piani subalpino e alpino con dominanza di emicriptofite
Classe: Juncetea trifidi
Ordine: Caricetalia curvulae

## Sistematica
La famiglia di appartenenza di questa voce (Asteraceae o Compositae, nomen conservandum) probabilmente originaria del Sud America, è la più numerosa del mondo vegetale, comprende oltre 23.000 specie distribuite su 1.535 generi, oppure 22.750 specie e 1.530 generi secondo altre fonti (una delle checklist più aggiornata elenca fino a 1.679 generi). La famiglia attualmente (2021) è divisa in 16 sottofamiglie; la sottofamiglia Asteroideae è una di queste e rappresenta l'evoluzione più recente di tutta la famiglia.
Il basionimo per questa specie è: Chrysanthemum alpinum L., (1753)

### Filogenesi
Il gruppo di questa voce è descritto nella tribù Anthemideae, una delle 21 tribù della sottofamiglia Asteroideae). In base alle ultime ricerche nella tribù sono stati individuati (provvisoriamente) 4 principali lignaggi (o cladi): "Southern hemisphere grade", "Asian-southern African grade", "Eurasian grade" e "Mediterranean clade". Il genere Leucanthemopsis (insieme alla sottotribù Leucanthemopsidinae) è incluso nel clade Eurasian grade.
I caratteri distintivi della specie  Leucanthemopsis alpina  sono:
- il ricettacolo è convesso;
- gli acheni hanno 3 - 10 coste longitudinali;
- le coste sono prive di canali resiniferi.

Il numero cromosomico delle specie di questa voce è: 2n = 18, 36 e 54. I cromotipi diploidi (quelli di base) si trovano soprattutto a oriente; la diploidia aumenta verso occidente fino ai Pirenei.

### Variabilità
La Leucanthemopsis alpina è una pianta polimorfa soprattutto nella dimensione e forma delle lacinie delle foglie basali, nella pubescenza delle foglie e nella colorazione delle ligule. Ma secondo le indicazioni delle attuali classificazioni di questa specie non sembra che questi caratteri variabili siano sufficienti a determinare varietà e sottospecie stabili da un punto di vista tassonomico.  Al momento attuale sono riconosciute solo le seguenti sottospecie:
- Leucanthemopsis alpina subsp. alpina - Distribuzione: Alpi
- Leucanthemopsis alpina subsp. minima (Vill.) Holub, 1977 - Distribuzione: Alpi e Pirenei
- Leucanthemopsis alpina subsp. pseudotomentosa  (Fiori) Tomasello & Oberpr., 2017 - Distribuzione: Alpi
- Leucanthemopsis alpina subsp. pyrenaica  (Vierh.) Tomasello & Oberpr., 2017 - Distribuzione: Pirenei
- Leucanthemopsis alpina subsp. tatrae  (Vierh.) Holub, 1977 - Distribuzione: Europa orientale
- Leucanthemopsis alpina subsp. tomentosa  (Loisel.) Heywood, 1975 - Distribuzione: Corsica
- Leucanthemopsis alpina subsp. vranicae  Tomasello & Konowalik, 2020 - Distribuzione: Penisola Balcanica

Di seguito sono descritte le sottospecie presenti nella flora spontanea italiana.

#### Sottospeciealpina
- Nome scientifico: Leucanthemopsis alpina subsp. alpina.
- Descrizione: tutta la pianta è glabra ed è alta 8 - 15 cm; le foglie basali sono glabre con 7 - 9 lacinie (lunghezza delle foglie: 20 - 25 mm); le foglie cauline sono 2 - 3 ed hanno una forma lineare; le brattee involucrali sono verdi, glabre o raramente ciliate; diametro dell'involucro emisferico: 12 mm; dimensione delle ligule: 4 x 12 mm; lunghezza degli acheni: 3 mm.
- Corologia: il tipo corologico (area di origine) è  Orofita Ovest Centro Alpico.
- Distribuzione: Alpi occidentali e centrali e Appennino Tosco-Emiliano
- Cromosomia: diploide e tetraploide.

#### Sottospeciepseudotomentosa
- Nome scientifico: Leucanthemopsis alpina subsp. pseudotomentosa  (Fiori) Tomasello & Oberpr., 2017
- Descrizione: si distingue per le foglie ricoperte da fitti peli su entrambi i lati; la forma è pennato-partita con 5 - 7 lacinie; le brattee involucrali sono ciliate e tomentose; le ligule arrossiscono all'antesi.
- Corologia: il tipo corologico (area di origine) è  Orofita Ovest Alpico (Endemico).
- Distribuzione: Alpi Marittime.
- Habitat: l'habitat tipico sono le stazioni a gres e terreni cristallini.
- Distribuzione altitudinale: 2300 - 3000 metri di quota.
- Cromosomia: diploide.

#### Sottospecieminima
- Nome scientifico: Leucanthemopsis alpina subsp. minima (Vill.) Holub, 1977.
- Descrizione: altezza media: 5 - 15 cm; i fusti sono monocefali; le foglie sono tomentose su tutte e facce; le foglie basali sono spatolate con 5 - 7 lacinie triangolari; quelle cauline sono lineari; diametro dei capolini; 2 - 2,5 cm; le brattee sono glabre e verdi; le ligule sono bianche.
- Corologia: il tipo corologico (area di origine) è  Orofita Ovest Alpico-Pirenaico.
- Distribuzione: Alpi sud occidentali.
- Distribuzione altitudinale: da 2000 a 3400 metri.
- Cromosomia: diploide e tetraploide.

#### Altre sottospecie presenti in Italia
Nella "Flora d'Italia" di Sandro Pignatti è indicata la sottospecie Leucanthemopsis alpina subsp. cuneifolia (Murr) Tomasello & Oberpr., 2017 che altre checklist viene presentata come sinonimo della subsp. minima.

### Sinonimi
Sono elencati alcuni sinonimi per questa entità:
- Chamaemelum alpinum (L.) E.H.L.Krause
- Chrysanthemum alpinum  L.
- Leucanthemum alpinum  (L.) Lam.
- Matricaria alpina  (L.) Desr.
- Pontia alpina  (L.) Bubani
- Pyrethrum alpinum  (L.) Schrank
- Tanacetum alpinum  (L.) Sch.Bip.

## Specie simili
Una specie molto simile alla Margherita alpina e la specie Bellis perennis L. (Pratolina). In montagna solo verso i 2000 m s.l.m. si possono trovare entrambe, e si distinguono soprattutto per le foglie: quella della Pratolina sono intere (o al massimo appena dentate) e a forma decisamente spatolata.

## Altre notizie
La Margherita alpina in altre lingue viene chiamata nei seguenti modi:
- (DE)  Alpenmargerite
- (FR)  Leucanthémopsis des Alpes'